# Nephthea sphaerophora
Nephthea sphaerophora is een zachte koraalsoort uit de familie Nephtheidae. De koraalsoort komt uit het geslacht Nephthea. Nephthea sphaerophora werd in 1903 voor het eerst wetenschappelijk beschreven door Kükenthal. 